# 達妮卡·亞羅許
達妮卡·亞羅許（Danika Yarosh，1998年10月1日—），為美國女演員，她因在2016年的電影《神隱任務：永不回頭》飾演Samantha Dayton而聞名，同時她也是女演員瑪妮·亞羅許的妹妹。

## 簡介
達妮卡是家中四個小孩的老三，她的姊姊是亞曼達·「瑪妮」·亞羅許，她還有一個兄弟是彼得·亞羅許，曾經參與過短片《One Trick Dieter》。達妮卡的名字在斯拉夫語的意思是「早晨的星星」。通常家裡的人稱呼她為達妮安(Dani Ann)。
達妮卡在電影《神隱任務：永不回頭》中飾演男主角傑克·李奇的女兒。

## 外部連結
- 達妮卡·亞羅許在互联网电影资料库（IMDb）上的資料（英文）
- 達妮卡·亞羅許的X（前Twitter）
- 達妮卡·亞羅許的Instagram帳戶